# MLB All-Star Game 1978
MLB All-Star Game 1978 – 49. Mecz Gwiazd ligi MLB, który odbył się 11 lipca 1978 roku na San Diego Stadium w San Diego. Mecz zakończył się zwycięstwem National League All-Stars 7–3. Spotkanie obejrzało 51 549 widzów. Najbardziej wartościowym zawodnikiem został wybrany pierwszobazowy Steve Garvey z Los Angeles Dodgers, który zaliczył dwa uderzenia (w tym triple'a), 2 RBI i zdobył runa.

## Wyjściowe składy
| American League | American League | American League | American League | National League | National League | National League | National League |
| #               | Zawodnik        | Klub            | Pozycja         | #               | Zawodnik        | Klub            | Pozycja         |
| --------------- | --------------- | --------------- | --------------- | --------------- | --------------- | --------------- | --------------- |
| 1               | Rod Carew       | Twins           | 1B              | 1               | Pete Rose       | Reds            | 3B              |
| 2               | George Brett    | Royals          | 3B              | 2               | Joe Morgan      | Reds            | 2B              |
| 3               | Jim Rice        | Red Sox         | LF              | 3               | George Foster   | Reds            | CF              |
| 4               | Richie Zisk     | Rangers         | RF              | 4               | Greg Luzinski   | Phillies        | LF              |
| 5               | Carlton Fisk    | Red Sox         | C               | 5               | Steve Garvey    | Dodgers         | 1B              |
| 6               | Fred Lynn       | Red Sox         | CF              | 6               | Ted Simmons     | Cardinals       | C               |
| 7               | Don Money       | Brewers         | 2B              | 7               | Rick Monday     | Dodgers         | RF              |
| 8               | Freddie Patek   | Royals          | SS              | 8               | Larry Bowa      | Phillies        | SS              |
| 9               | Jim Palmer      | Orioles         | P               | 9               | Vida Blue       | Giants          | P               |

| American League                               | 2 | 0 | 1 | 0 | 0 | 0 | 0 | 0 | 0 | 3 | 8  | 1 |
| National League                               | 0 | 0 | 3 | 0 | 0 | 0 | 0 | 4 | X | 7 | 10 | 0 |
| WP: Bruce Sutter (1–0) LP: Rich Gossage (0–1) |   |   |   |   |   |   |   |   |   |   |    |   |

## Składy
| Miotacze - Vida Blue (4) - Rollie Fingers (5) - Ross Grimsley (1) - Tommy John (2) - Phil Niekro (3) - Steve Rogers (2) - Tom Seaver (11) - Bruce Sutter (2) - Pat Zachry (1) Łapacze - Johnny Bench (11) - Bob Boone (2) - Biff Pocoroba (1) - Ted Simmons (5) |  | Wewnątrzpolowi - Larry Bowa (4) - Ron Cey (5) - Dave Concepción (5) - Steve Garvey (5) - Davey Lopes (1) - Joe Morgan (9) - Pete Rose (12) - Willie Stargell (7) Zapolowi - Jeff Burroughs (2) - Jack Clark (1) - George Foster (3) - Greg Luzinski (4) - Rick Monday (2) - Terry Puhl (1) - Reggie Smith (6) - Dave Winfield (2) |  | Menadżer - Tommy Lasorda Trenerzy - Danny Ozark - Chuck Tanner Honorowy kapitan - Eddie Mathews |

| Miotacze - Mike Flanagan (1) - Rich Gossage (4) - Ron Guidry (1) - Matt Keough (1) - Jim Kern (2) - Jim Palmer (6) - Lary Sorensen (1) - Frank Tanana (3) Łapacze - Carlton Fisk (6) - Thurman Munson (7) - Darrell Porter (2) - Jim Sundberg (2) |  | Wewnątrzpolowi - George Brett (3) - Rod Carew (12) - Roy Howell (1) - Don Money (3) - Eddie Murray (1) - Graig Nettles (3) - Freddie Patek (3) - Craig Reynolds (2) - Frank White (1) - Jason Thompson (2) Zapolowi - Dwight Evans (1) - Larry Hisle (2) - Reggie Jackson (8) - Chet Lemon (1) - Fred Lynn (4) - Jim Rice (2) - Carl Yastrzemski (15) - Richie Zisk (2) |  | Menadżer - Billy Martin Trenerzy - Whitey Herzog - Don Zimmer Honorowy kapitan - Brooks Robinson |

- W nawiasie podano liczbę powołań do All-Star Game.